# Георги Цветков (самбо)
Вижте пояснителната страница за други личности с името Георги Цветков.
Георги Цветков Петков е български състезател по самбо, класическа и свободна борба.

## Биография
Роден е в село Горни Вадин (или с. Остров), община Оряхово, област Враца. Бори се в категория 68 килограма.
Шампион от световното първенство по самбо, проведено в Париж през 1982 година. Удостоен е със званието „Спортист №10 на България“ за 1982 година.